# Curcuma aeruginosa
Curcuma aeruginosa är en enhjärtbladig växtart som beskrevs av William Roxburgh. Curcuma aeruginosa ingår i släktet Curcuma och familjen Zingiberaceae. Inga underarter finns listade i Catalogue of Life.

## Bildgalleri

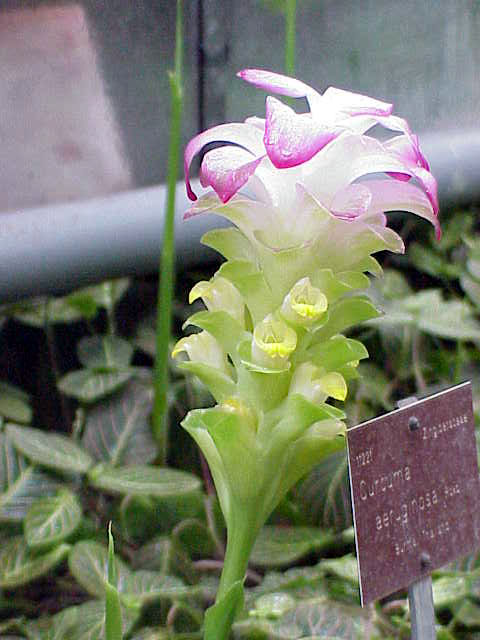